# Gare de Fujisawa
La gare de Fujisawa (藤沢駅, Fujisawa-eki) est une gare ferroviaire de la ville de Fujisawa, dans la préfecture de Kanagawa au Japon. Elle est exploitée par les compagnies JR East, Odakyū et Enoden.

## Situation ferroviaire
La gare de Fujisawa est située au point kilométrique (PK) 51,1 de la ligne principale Tōkaidō et au PK 23,1 de la ligne Odakyū Enoshima. Elle marque le début de la ligne Enoden.

## Histoire
La gare JR a été inaugurée le 11 juillet 1887. La partie Enoden ouvre le 1er septembre 1902 et la partie Odakyū le 1er avril 1929.

## Services aux voyageurs

### Accès et accueil
La gare dispose d'un bâtiment voyageurs, avec guichet, ouvert tous les jours.

### Desserte

#### JR East
- Ligne principale Tōkaidō :
  - voie 1 : direction Shinagawa, Tokyo ou Shinjuku (services Shōnan Liner)
  - voie 2 : direction Odawara (services Shōnan Liner)
  - voie 3 : direction Yokohama et Tokyo
  - voie 4 : direction Odawara et Numazu

- Ligne Shōnan-Shinjuku :
  - voie 3 : direction Yokohama, Shinjuku et Ōmiya

#### Odakyū
La gare Odakyū est en cul-de-sac.
- Ligne Odakyū Enoshima :
  - voies 1 et 2 : direction Katase-Enoshima
  - voies 1 à 4 : direction Sagami-Ōno et Shinjuku

#### Enoden
La gare Enoden est en cul-de-sac.

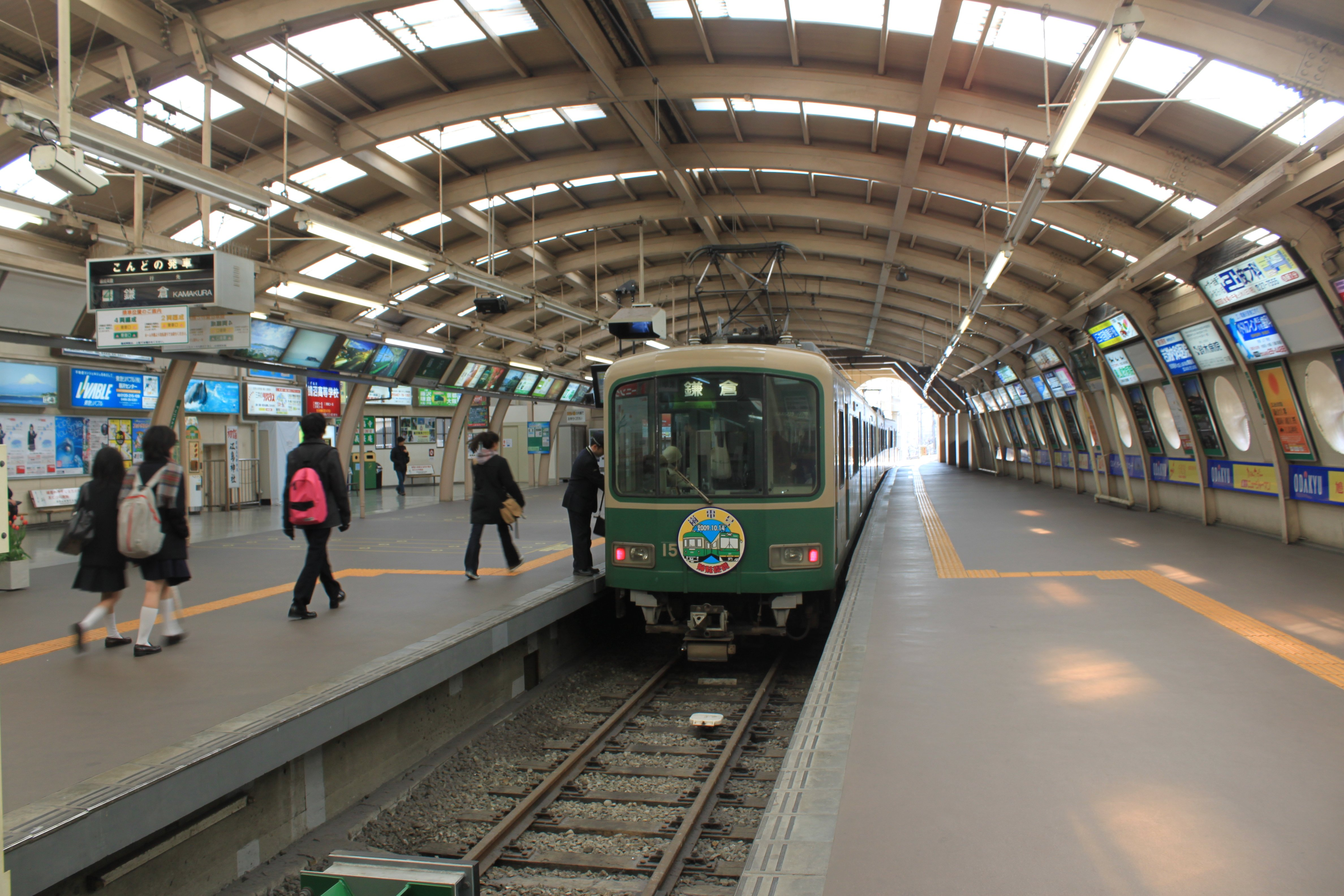
Terminus de la ligne Enoden

- Ligne Enoden pour Enoshima et Kamakura